# Людвік Набєляк
Людвік Набєляк (пол. Ludwik Nabielak; 16 грудня 1804, Стоберна, нині Ряшівський повіт, Польща — 14 грудня 1883, Париж, Франція) — польський політик, поет, літературний критик, історик, інженер з гірничих робіт. Співзасновник Польського патріотичного клубу (1830). Учасник Листопадового повстання 1830—1831 років.

## Життєпис
Людвік Набєляк народився у селі Стоберна Ряшівської округи, в Галичині 16 грудня 1804 року.  
Вивчав право у Львівському університеті, був членом Асоціації об'єднаних слов'ян. У 1821—1826 роках керував таємним польським громадсько-літературним гуртком «Товариство прихильників слов'янщини», заснованим у 1821 році студентською молоддю Львівського університету. За свідченням Л. Набєляка, поштовх до створення гуртка дали «історичні дослідження Зоряна Ходаковського на ниві слов'янщини, а крім того нещодавні, хоч і невдалі, політичні зусилля Пестеля і Муравйова», які надихнули молодь «слов'янським духом». Товариство ставило перед собою завдання збагачувати національну літературу, встановлювати тісніші відносини дружби та доброзичливості між слов'янськими народами. 
По закінченню університету ще протягом декількох років мешкав у Львові. Давня дружба та спільна тематика робіт не переставали поєднувати його весь цей час з Августом Бєльовським. 1829 року вони разом відвідали карпатське підгір'я, Урич, Стрий, Сколе, Галич та інші населені пункти карпатського краю. Протягом усієї подорожі цікавилися фольклором, збирали народні пісні, старожитності.
У 1830 році, покликаний Адамом Хлендовським до співпраці з місцевим часописом «Dziennik Powszechny», він у перших числах травня цього року прибув на постійне проживання до Варшави, де одразу був прийнятий до числа працівників редакції часопису «Dziennik Powszechny». Займався історією Барської конфедерації. У жовтні 1830 року Набєляк отримав завдання від викладача військової тактики у варшавській кадетській школі, підпоручика гренадерської гвардії Петра Висоцького, яке полягало у створенні групи повстанців. 18 жовтня 1830 року, на зустрічі з Тшасковським у Лазєнках, він заявив про готовність напасти на палац Бельведер у Варшаві. 29 листопада 1830 року, близько п'ятої години по полудню, група цивільних та невелика група курсантів, що належали до загону Висоцького, під керівництвом Людвіка Набєляка та Северина Гощинського напали на палац Бельведер у Варшаві. Метою нападу було вбивство або взяття у полон Великого князя Костянтина. «Увечері, близько восьмої години вечора, змовники, за підтримки мешканців Варшави, захопили арсенал».
30 листопада 1830 року Людвік Набєляк вступив до академічної почесної варти. 1 грудня того ж  року він став співзасновником патріотичного клубу та увійшов до делегації, що вимагала від Юзефа Хлопіцького маршу на Литву. Під час Листопадового повстання брав участь у битвах польських та російських військ. За хоробрість проявлену у битві під Гроховом був нагороджений золотим хрестом ордену «Virtuti Militari», у битвах під Іганою та Остроленкою був поранений.
Шанований колегами та начальством — він завершив свою участь у повстанні в чині майора. Після поразки Листопадового повстання він перейшов кордон з Галичиною у складі корпусу генерала Ієроніма Раморіни та переховувався у маєтку в Шежинах поблизу міста Беч. Підлікувавши рани, він у грудні 1831 року через Угорщину та Австрію переїхав до Швейцарії, звідки у 1833 році емігрував до Франції. 
У Парижі Набєляк активно брав участь у еміграційному житті як публіцист, так і громадський діяч. Спочатку він перебував у Парижі, звідки за свою діяльність був висланий до Тулузи, звідки знов повернувся до Парижа. В Тулузі у 1834 році на основі допоміжних праць Набєляк опублікував брошуру «До Мауриція Мохнацького через допоміжні листи» (пол. «Do Maurycego Mochnackiego z powodu pism auxerskich»). 1834 року у Варшаві царський кримінальний суд виніс йому вирок — смертна кара через повішення за участь у Листопадовому повстанні. Також у Парижі він познайомився з багатьма відомими діячами польської еміграції, зокрема, з Адамом Міцкевичем, Фридериком Шопеном, Юліушем Словацьким, Богданом Залеським, Каролем Рожицьким. Він приєднався до Польського демократичного товариства, виступаючи разом з Каролем Рожицьким у 1837 році. Усвідомлюючи необхідність забезпечити більш надійне джерело доходу, ніж уроки латинської та німецької мови, у 1839 році, у віці 35 років, він вступив до Паризької гірничої школи, отримавши звання гірничого інженера у 1843 році. З 1842 року він був прихильником поглядів Анджея Товіанського, з яким познайомився завдяки Адамові Міцкевичу. У 1843 році Набєляк, будучи гірничим інженером, влаштувався на роботу у Барселоні. У 1845 році він одружився з Софі Конрад (1822—1897), донькою французького генерала, яка з любові до чоловіка вивчила польську мову (листування між подружжям велося польською). 1848 року у відповідь на новини про революційні заворушення та на заклик Кароля Рожицького він якомога швидше прибув до Парижа і того ж року став співорганізатором польського військового формування — Легіона Міцкевича. 

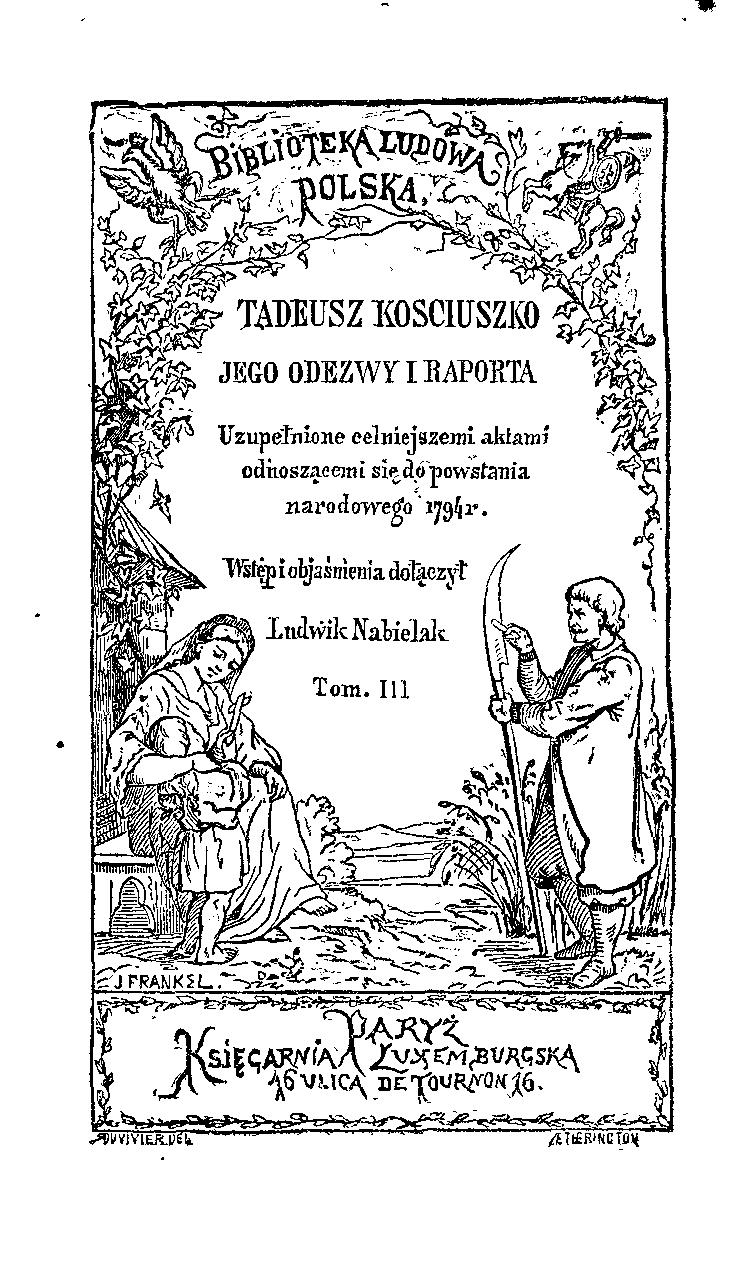
Обкладинка «Тадеуш Костюшко, його звернення та доповіді» видана в Парижі у 1871 році.

Потім він вирішив виїхати в Галичину, також сподіваючись на можливість оселитися там з родиною. Він виїхав з Галичини у червні 1849 року, а наприкінці року виїхав до Цюріха, до Товіанського, де пробув декілька місяців. Потреба утримувати сім'ю (у Набєляків було четверо дітей) змусила його багато разів їздити. Три роки він працював у Нормандії, в Плессі, шукаючи кам'яне вугілля, згодом в Алжирі, де керував шахтою з видобутку міді. Однак за станом здоров'я йому довелося звільнитися з цієї посади через два роки. Він переїхав до Марселя, а також зупинявся в інших містах на півдні Франції, в Іспанії та знову в Алжирі. Потім протягом 4 або 5 років він був директором газового заводу у місті Нім. 
Після тривалої і болісної хвороби (рак шкіри та втрата зору) Людвік Набєляк помер 14 грудня 1883 року у Парижі, але останні роки свого життя він мешкав у передмісті Парижа, бо проживання в столиці виявилося занадто дорогим. Похований на цвинтарі Пер-Лашез у Парижі. Опікувалися ним його дочки та його дружина Софі Конрад, які передали своїм дітям та онукам патріотичні ідеали Людвіка Набєляка. Дружина померла у 1897 році. Після смерті її дочка Женев'єва, виховувала почуття польського патріотизму вже у своїх дітях та онуках Людвіка Набєляка. Наскільки сильно на атмосферу її будинку вплинули книги, написані її сином та онуком Людвіка Набєляка, Полем Віаларом, відомим французьким письменником. В одному зі своїх автобіографічних романів Віалар писав, що в будинку своєї матері та тітки Маргарити Луїзи Емілі Конрад чув історії про Польщу як країну героїзму, а ідеали, взяті з домашньої традиції, стали «сенсом його подальшого життя».

## Творчість
Від 1861 року Набеляк надрукував багато власних статей у «Бібліотеці Оссолінських». У 1871 році Набеляк видав 40 томів власних виписок з офіційних актів, які зберігалися у французьких архівах — стосовно польських подій 1794 року. Він також писав вірші, літературні нариси (зокрема про Вацлава Потоцького) та історичні (зокрема про Тадеуша Костюшка та Людвіка Кіцького), він перекладав слов'янську літературу. Нижче перелічені лише деякі з них:
- 1834 — «Nordlichter: Eine Sammlung Polnischer Dichtungen In's Deutsche Übertragen Von Ludwig Nabielak Und J.B. Werner», Schtutgart.
- 1843 — «Ludwik Nabielak do Murycego Mochnackiego z powodu pism auxerskich», Paryż[4].
- 1848 — «Do rodzin naszych po powrocie ze Spilberga», Lwów.
- 1864 — «Jan Klemens Branicki: ustęp z dziejów Polski XVIII wieku», Lwów[5].
- 1867 — «Listy Piotra des Noyers sekretarza królowej Maryi Kazimiry, z lat 1680-1683, rzeczy polskich dotyczące», Lwów[6].
- 1871 — «Tadeusz Kościuszko, jego odezwy i raporta uzupełnione celniejszemi aktami odnoszącemi się do powstania narodowego 1794 r. — t. I-VIII, Paryż[7].
- 1878 — «Ludwik Kicki Jenerał Wojsk Polskich (1791—1831)». — Poznań: Nakładem Księgarni Jana Konstantego Żupańskiego[8].

## Вшанування
Вулиці, названі на честь Людвіка Набєляка, є у: Ярославі (від 1988 року), Кракові (3-я дільниця Продник Червони), Перемишлі, Варшаві (дільниця Мокотув), Вроцлаві (дільниця Карловіце), Жирардуві.
1895 року в місцевості На Байках у Львові на честь Людвіка Набєляка була названа вулиця (нинішня вулиця Івана Котляревського).